# Turbett Township
Turbett Township est un township situé au sud de la partie centrale du comté de Juniata, en Pennsylvanie, aux États-Unis,. En 2010, il comptait une population de 981 habitants.

## Démographie
Lors du recensement de 2010, le township comptait une population de 981 habitants. Elle est estimée, en 2018, à 869 habitants.

### Source de la traduction
- (en) Cet article est partiellement ou en totalité issu de l’article de Wikipédia en anglais intitulé « Turbett Township, Juniata County, Pennsylvania » (voir la liste des auteurs).